# Bombus humilis
Джміль мінли́вий або джміль назе́мний (Bombus humilis) — довгохоботковий палеарктичний джміль. 
Bombus humilis зовні схожий на Bombus muscorum. У B. humilis, на відміну від B. muscorum, є чорні волоски біля основи крили. Крім того, довжина волосків на грудях у B. humilis нерівномірніша.

## Омонімія вернакулярної назви
Джмелем мінливим називають два види роду Bombus: 
- Bombus humilis[1],[2];
- Bombus soroeensis[4].

## Ареал
Bombus humilis зустрічається на більшій частині території Європи на захід від Росії, за винятком Ірландії та Ісландії. Цей вид зустрічається також у Туреччині, на Тибетському плато, у північному Китаї, на сході та півдні Монголії та в деяких частинах Північної Кореї. У Великій Британії ареал цього виду обмежений узбережжям і крейдяними районами південної Англії.
В Україні Bombus humilis поширений здебільшого у східній частині зони мішаних лісів, по всій зоні лісостепу і рідко трапляється в степовій зоні. Загалом, чисельність цього виду скрізь невисока, за винятком передгір'я та гір Криму. Цей вид також рідко трапляється в Карпатах на висоті до 1000 м над рівнем моря.

## Короткий опис імаго
B. humilis — це довгохоботковий джміль середнього розміру. Довжина самки-засновниці становить 16–18 мм, а довжина робочої особини — 10–15 мм.
Груди здебільшого жовто-помаранчеві зверху й бежеві з боків, але можуть бути й темно-коричневими. Більша частина черевця теж бежева, хоча і з дещо смугастим ефектом. Як самки-засновниці, так і робочі особини зазвичай мають широку темно-коричневу смугу на верхній стороні черевця, біля переду, хоча в деяких робочих особин вона може бути відсутня. Кілька чорних волосків — може бути лише один або два — є на грудях біля основ крил. Самці схожі на самок-засновниць, але у них немає жала і вони мають довші вусики.

## Життєвий цикл колонії
Їхній льотний період триває приблизно з травня по вересень. Самка-засновниця виходить зі сплячки навесні і будує гніздо на поверхні землі, переважно серед пучків трави. Розмір гнізда досить малий, зазвичай воно містить менше 100 особин.

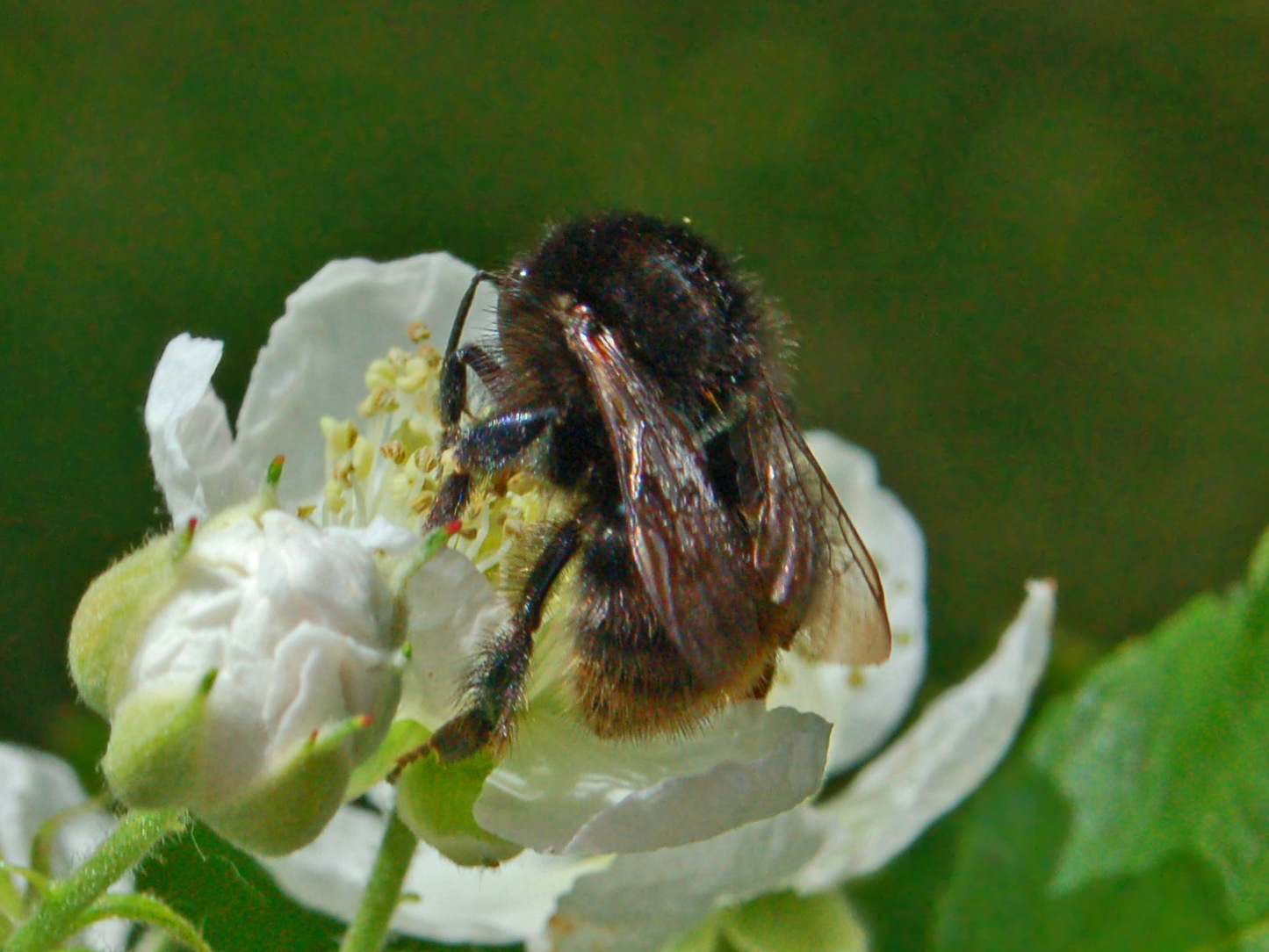
Bombus humilis ssp. appeninus
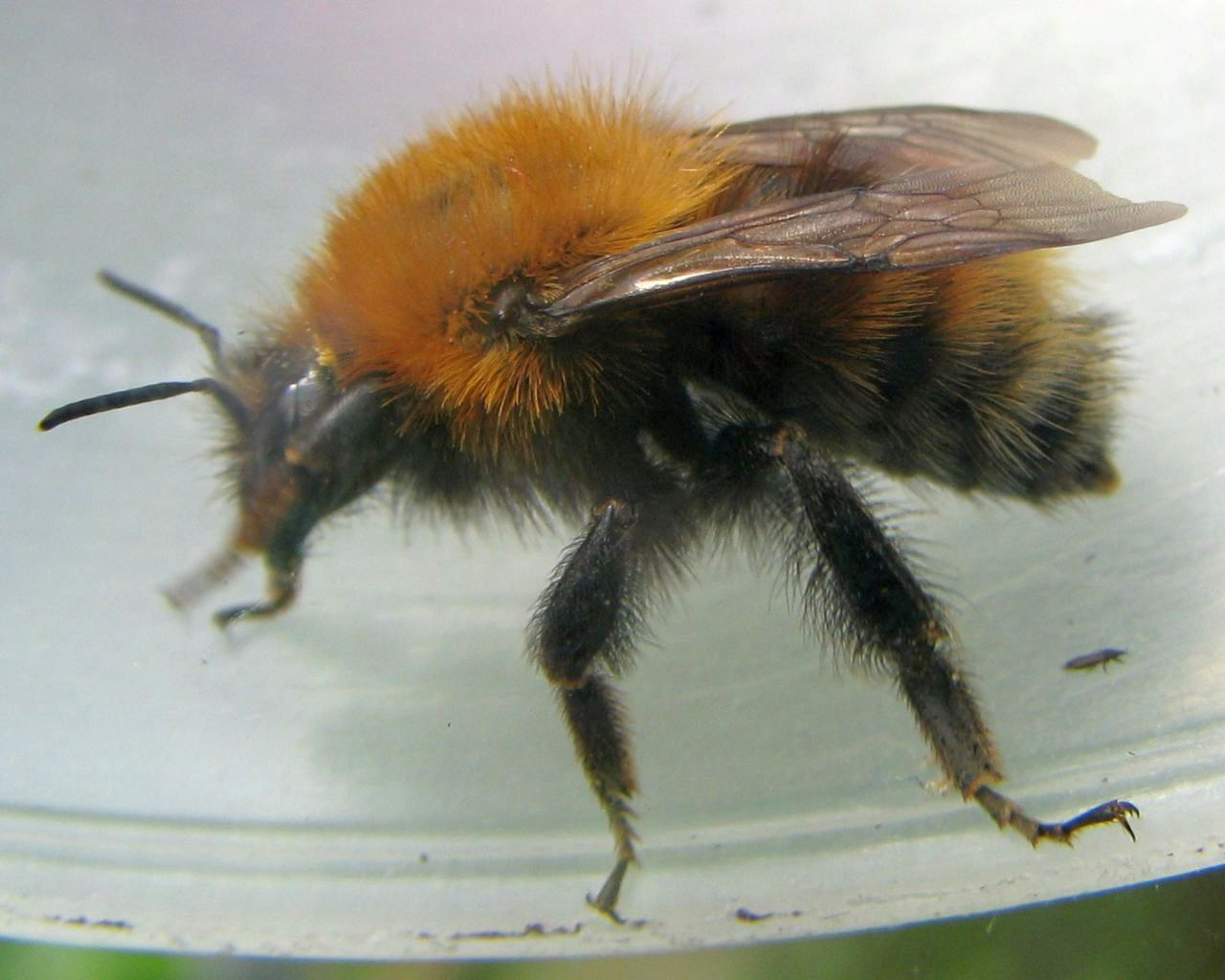

## Оселище
B. humilis віддає перевагу величезним лукам. В Центральній Азії він є альпійським видом, який мешкає на висоті 3000–3900 м. До рослин, які він відвідує, належать Trifolium pratense (конюшина лучна), Centaurea (волошка) та Vicia (вика).

## Загрози
Bombus humilis загрожує втрата оселищ через інтенсивне сільське господарство. Як зазначали Goulson, Hanley, Darvill, Ellis, and Knight, несприятливим фактором в північній частині його поширення (включно з Великою Британією) є те, що B. humilis, які мешкають біля краю їх широтного ареалу, недостатньо пристосовані до місцевих умов, а тому чутливі до змін оселища, особливо до втрати необроблених лугів.